# Ilse Weber
Ilse Weber (Witkowitz, cerca de Ostrava, 11 de enero de 1903 – Auschwitz, 6 de octubre de 1944) fue una enfermera pediátrica, escritora y compositora judía.

## Biografía
Su apellido natal era Herlinger. Creció en un ambiente multicultural germánico y eslavo. Asistió a clase en un colegio alemán, pero tuvo también contacto con checos y polacos, pues su madre regentaba un café, en que, más adelante, Ilse ayudó a su madre. Empezó a escribir a la edad de 14 años, por ejemplo cuentos infantiles y pequeñas obras de teatro para niños. Se publicaron en diferentes periódicos y revistas alemanas, checas, austríacas y suizas. En 1930 se casó con Willi Weber.
Con la llegada de los nazis al poder, muchos de sus amigos emigraron. Ella y su marido no quisieron hacerlo pero consiguieron que su hijo mayor, Hanus, partiera hacia Suecia, a casa de unos amigos. Pero ella, su marido y su hijo pequeño, Tomáš, fueron llevados a Praga. De allí, el 6 de febrero de 1942 fue deportada a Terezín. Allí, separada de su marido y su hijo, trabajó como enfermera en la enfermería pediátrica durante dos años. Compuso numerosos poemas que cantaba a los niños y a los ancianos como nanas.
En 1944 fue llevada con su hijo y los niños del asilo a Auschwitz. El 6 de octubre de 1944 fue asesinada en el campo de concentración de Auschwitz, junto con su hijo "Tommy".
Se dice que camino de la cámara de gas iba cantando a los niños una nana que ella misma había compuesto (Wiegala).
En Theresienstadt escribió el libro de poemas In deinen Mauern wohnt das Leid (En tus muros habita el dolor), que no se publicó hasta 1991.
Su marido sobrevivió a los campos de concentración, aunque gravemente enfermo. Fue él quien reunió las obras de Ilse y las publicó.

## Obra
- Ilse Weber: In deinen Mauern wohnt das Leid. Gedichte aus dem KZ Theresienstadt. Gerlingen: Bleicher, 1991. ISBN 978-3-88350-718-7

Algunas de sus canciones figuran en el disco, entre ellas la tristemente célebre "Wiegalah".
- Anne Sofie von Otter, Daniel Hope, Bengt Forsberg y otros: Terezin/Theresienstadt. Deutsche Grammophon Gesellschaft 2007.
- Ana Häsler, Enrique Bernaldo de Quirós: The little horses y otras canciones de cuna. Fundación Música Abierta, 2010.

## Fuente
- Artículo traducido de la versión alemana de Wikipedia, completada con otras informaciones.

- Datos: Q435131
- Multimedia: Ilse Weber / Q435131